# Ralph Weldon
Ralph Weldon (baptisé en 1606 et décédé en 1676) est une personnalité militaire et politique.
Weldon a combattu durant la première guerre civile anglaise en prenant le parti des parlementaires, il commande les troupes parlementaires qui brise le second siège de Taunton. Il prendra part au siège de Bristol en 1645 avant devenir gouverneur de Plymouth la même année.
Il se fait élire comme membre du parlement anglais pour la première légalisation du Protectorat d'Angleterre, d'Ecosse et d'Irlande pour le Kent en 1654 et se fait relire pour la seconde législation en 1956. 